# アブー・ムスリム
アブー・ムスリム（アラビア語: أبو مسلم عبد الرحمن بن مسلم الخراساني、ペルシア語: ابو مسلم خراسانى、Abu Muslim Abd al-Rahman ibn Muslim al-Khurasani、? - 755年）は、アッバース朝の政治家、軍人。漢語史料では並波悉林と表記される。
イランのホラーサーン地方におけるアッバース革命の指導者で、アッバース朝の建国に大きな役割を果たした功労者の一人に数えられる。アッバース家のダーイー（宣伝者）としてホラーサーンに派遣され、反ウマイヤ朝運動を指導した。挙兵以後にアブー・ムスリムが殺害した人間の数は、600,000人に達すると言われている。

## 生涯

### 前半生
アブー・ムスリムの出自と前半生については不明な点が多い。父親の出自は不明で、母親はイラン系の女奴隷と考えられている。ユーフラテス川沿岸の町クーファの近郊で生まれたと考えられているが、一説にはエスファハーン、あるいはメルヴ（マルウ）の出身ともいわれる。元々はシーア派の人間とも言われ、シーア派の人間が多く集まるクーファに住んでいた。アブー・ムスリムは自分の出自について尋ねられても言葉を濁し、内部分裂を未然に防ぐためにアブー・ムスリムはあえて出自を隠していたと推測する意見もある。
アブー・ムスリムは奴隷、もしくはマワーリー（解放奴隷）としてアラブ系のイジュル家に属した。741年頃にアブー・ムスリムはメッカで投獄されていたときに、アッバース家の人間によって釈放された。744年にアブー・ムスリムはクーファから派遣された宣伝者とともに東方のホラーサーン地方を訪れ、その後クーファに帰還した。745/46年、アブー・ムスリムはアッバース家の家長イブラーヒームの代理として再びホラーサーンに派遣され、メルヴに赴いた。ウマイヤ朝の監視網をかいくぐるため、アブー・ムスリムはみすぼらしいロバに乗ってホラーサーンに現れた。アブー・ムスリムはホラーサーンでウマイヤ朝の社会に不満を抱く人間を糾合し、非イスラム教徒に対して布教活動を行った。アブー・ムスリムの宣伝活動は、ホラーサーン地方におけるウマイヤ朝打倒の政治的・宗教的熱意を活性化させることになった。

### ホラーサーンでの蜂起
747年6月15日、アブー・ムスリムが指揮する軍隊はメルヴ近郊でアッバース家の象徴である黒旗を掲げて蜂起する。衣服と旗を白で統一していたウマイヤ朝に対し、アブー・ムスリムの軍勢は黒一色の軍旗と衣服を使用していた。周辺の住民が続々と革命軍に加わって兵数は7,000人に達し、シーア派を信奉するアラブ人だけでなく民族差別に反感を抱くイラン系イスラム教徒も従軍していた。ホラーサーンに移住したヤマン（イエメン）系のアラブ人が革命軍の中核を構成していた。革命軍の参加者は自分の名前と出身の村だけを名簿に登録し、それぞれが所属する部族の名前は名簿から除かれていた。748年2月4日にアブー・ムスリムはメルヴを占領し、ウマイヤ朝のホラーサーン総督ナスルを追放した。同748年にニーシャープールを占領する。アブー・ムスリムが起用した人間には優れた資質の持ち主が多く、配下のカフタバ・イブン・シャヒーブ、ハサン親子が率いる革命軍は西進し、748年9月2日にクーファに入城した。
748年8-9月ごろ、イブラーヒームがウマイヤ朝に捕らえられ、殺害される。残ったアッバース家の人間の中で誰がカリフとなって革命を主導するか決まっておらず、アブー・ムスリムはカリフの選出に強い発言力を行使した。749年11月、アブー・ムスリムと革命軍はイブラーヒームの弟アブー・アル＝アッバース（サッファーフ）をカリフに選出し、いち早くバイア（忠誠の誓い）を行った。アブー・ムスリムはサッファーフから宰相のアブー・サラマの殺害を諮られ、刺客を雇ってアブー・サラマを暗殺した。アブー・サラマを暗殺した後、おそらくアブー・ムスリムは自分も同じ末路を辿ると考えていた。

### アッバース朝成立後
アッバース朝成立後にアブー・ムスリムは軍功によってホラーサーン総督に任命され、アミール・アル＝ムハンマド（ムハンマド家の司令官）の称号を得た。その後のウマイヤ勢力の追撃にアブー・ムスリム自身は参加せず、メルヴに留まって任地のホラーサーンの経営に努めた。アブー・ムスリムはアッバース家のカリフの承認を受けず、イラン各地の総督を独断で任命した。また、メルヴ、サマルカンドにモスクなどの施設を建設した。
ホラーサーンに留まったアブー・ムスリムはバルフに残存するウマイヤ朝の駐屯軍を破り、キシュ、ブハラを占領した。750年に石国（タシュケント）が唐の将軍・高仙芝の攻撃を受けて財宝が略奪され、国王が長安に送られる事件が起きる。石国の人間は唐への臣従を破棄してアブー・ムスリムに唐軍の行為を訴え、アブー・ムスリムは部下のジヤード・イブン・サーリフを東方のフェルガナに派遣した。751年にジヤード・イブン・サーリフの軍と高仙芝の軍はタラス近郊で衝突し、アッバース軍が勝利を収めた（タラス河畔の戦い）。
アブー・ムスリムはホラーサーン、中央アジアの土着の領主に対して懐柔策をとり、彼らに対して自治を認め、征服時に取り決めた税額を徴収するだけに留めた。従属する土豪の中にはすすんでアッバース革命に参加し、イラクに定住した者もいた。しかし、その多くは領地に留まってアブー・ムスリムに従属し、ホラーサーンはアブー・ムスリムと領主たちの連合政権としての性質を帯びるようになる。アブー・ムスリムと中央集権化を進めるサッファーフの関係は悪化し、アブー・ムスリムはジヤード・イブン・サーリフらサッファーフを支持する一派を処刑した。サッファーフの兄アブー・ジャアファル（後のカリフ・マンスール）は弟にアブー・ムスリムの排除を進言したが、サッファーフは功績の大きいアブー・ムスリムの処刑をためらった。

### 最期
754年にアブー・ムスリムはメッカ大祭の巡礼団の総指揮に立候補するが、総指揮は歴代のカリフが務めるのが慣例になっていた。結局、サッファーフはアブー・ジャアファルに総指揮を委ね、アブー・ムスリムには補佐を命じた。巡礼の途上でアブー・ムスリムとアブー・ジャアファルの間に不和が生じるが、対立は表面化しなかった。巡礼の帰路で、アブー・ムスリムたちはサッファーフの訃報に接する。帰国したマンスールがカリフに即位した後、彼の叔父アブドゥッラーがイラク・シリア方面の兵士を率いてカリフの地位を要求し、アブー・ムスリムとホラーサーンの兵士はマンスールの支持に回った。754年11月にアブー・ムスリムはニシビスの戦いでアブドゥッラーに勝利を収めた。
アブドゥッラーの反乱が鎮圧された後、マンスールの意図を理解したアブー・ムスリムは、彼からの求めを断ってホラーサーンに帰国しようとした。一説によればマンスールはシリア、エジプトを統治する西方総督への就任をアブー・ムスリムに持ちかけたが、アブー・ムスリムはホラーサーンの放棄を拒否したといわれている。755年2月、アブー・ムスリムはわずかな護衛を連れてクーファ近郊のハーシミーヤに向かった。宮殿を訪れたアブー・ムスリムは、マンスールからこれまで自身が犯した罪状を列挙されて責め立てられ、アブー・ムスリムは弁解の後に敵との戦いに備えて自分を生かしておくようマンスールに懇願したが、マンスールは「お前よりも恐ろしい敵はいない」と答えた。アブー・ムスリムはマンスールが配置した刺客たちに殺害され、遺体はチグリス川に捨てられた。

## 死後
アブー・ムスリム配下の軍隊は、マンスールから多額の金品が支払われた後に解散させられた。
アブー・ムスリムの熱烈な崇拝者は多く、彼らはアブー・ムスリムの死を受け入れず、再び姿を現すと信じていた。6世紀に成立したマズダク教の流れを汲むホッラム教は、アブー・ムスリムをイマームと見なしていた。アブー・ムスリムの蜂起に参加したホッラム教徒は、彼の死後に反アラブ、反アッバース家を掲げて反乱を起こした。また、ホラーサーン地方のイスラム教徒はマンスールによるアブー・ムスリムの暗殺を背信行為と受け止め、アッバース朝の東方地域で支持者たちの反乱が数度発生した。776年にアブー・ムスリムの書記を務めていたホラーサーン人ハーシムが、アブー・ムスリム殺害の報復を掲げて「ムカンナーの反乱」として知られる宗教反乱を起こした。

## 人物像
アブー・ムスリムは背が低く、色黒で、美しい容姿の人物だったと伝えられている。声は優しく、アラビア語とペルシア語の両方を解し、多くの詩を暗記していた。冷静な性格の持ち主で、事件に遭遇しても動揺する様子を見せなかったといわれている。
アッバース家の家長イブラーヒームはアブー・ムスリムの才能を全てのものを砕く「地中の巨石」のような人間と評価し、カリフ・マアムーンはアレクサンドロス3世、アルダシール1世に比肩する英雄と評価した。

## アブー・ムスリムの登場する作品
- アブー・アブドゥッラー・ムハンマド『アクバル・アブー・ムスリム・サーヒブ・アッダアワ』（アラビア語の小説）
- アブー・ターヒル・アッタルスースィー『アブー・ムスリム・ナーマ』（ペルシア語の小説）
- スレイマン・アルバッサーム「カリラ・ワ・ディムナ 王子たちの鏡」（クウェートの演出家による歴史劇）